# Kim Si-Min
Kim Si-min, né en 1554 à Mokcheon, actuellement Cheonan, dans la province du Chungcheongnam-do, est principalement connu pour avoir organisé avec succès la défense de Jinju lors de son siège par l'armée japonaise dans le cadre de la guerre Imjin. C'est d'ailleurs au cours de ce siège qu'il meurt, dans la forteresse assiégée, en 1592.

## Débuts
Kim Si-Min commence sa carrière militaire à 25 ans, lorsqu'il passe l'examen national pour entrer dans l'armée en 1578. Selon la légende, il aurait fait preuve dès son enfance d'une très grande adresse au tir à l'arc et d'une grande habileté. Mais ses premiers faits d'armes datent de 1583 quand, avec d'autres généraux illustres (Shin Rip and Yi Sun-shin, entre autres), il parvient à repousser les Jurchen et les Nitangjie, des peuplades barbares qui avaient réussi à passer la rivière Tumen (qui sépare l'actuelle Corée du Nord de la Russie et de la Chine).

## Guerre Imjinetpremier siège de Jinju
En 1592, la guerre Imjin éclate, lorsque les troupes japonaises débarquent dans la péninsule coréenne pour l'envahir. Muté dans la forteresse de Jinju en 1591, Kim Si-Min devient général de la garnison lors de la mort de son supérieur, non sans avoir prouvé sa valeur auparavant en défaisant l'armée japonaise à Sacheon et à Goseong.
Jinju apparaissait comme un verrou majeur qui sécurisait la route d'accès principale à l'arrière pays coréen et à la province du Jeolla. C'est pourquoi les généraux  Ukita Hideie et Hosokawa Tadaoki rassemblèrent 20 000 soldats pour faire le siège de Jinju. Kim Si-Min n'ayant que 3 800 hommes à sa disposition dans la place parvint tout de même à rétablir le rapport de force psychologique en déguisant les vieillards et les faibles en soldats de l'armée régulière. Par ailleurs, il utilisa des épouvantails comme leurres pour forcer l'armée japonaise à donner l'assaut en vain. Il riposta alors, une fois l'armée japonaise exténuée et vidée de ses munitions par ce premier assaut inutile, et mit en déroute l'ennemi.
Cependant, Kim Si-Min mourut lors de cet assaut, le sixième et dernier jour de la bataille.

## Commémoration
En 1604, le titre de Sangrakgun (상락군, 上洛君) lui fut décerné à titre posthume. En 1711, Kim Si-Min reçut le titre posthume de Chungmugong (충무공), en l'honneur de sa loyauté et de son génie militaire.
De nos jours, Jinju organise tous les ans en octobre le festival des lanternes, qui commémore la défense héroïque de la ville par Kim Si-Min et ses soldats lors du siège de 1592.